# Кид Рок
Роберт Џејмс Ричи (енгл. Robert James Ritchie; 17. јануар 1971), познатији под уметничким именом Кид Рок (енгл. Kid Rock), амерички је музичар, текстописац, репер, музички продуцент и глумац.

## Каријера
Своју музичку каријеру започео је у хип хоп групи Бист кру (The Beast Crew). Када је имао само 17 година, издао је свој деби студијски албум Grits Sandwiches for Breakfast. Наредна два албума које је избацио нису имале текст прикладан за слушање на радију, па је тако Кид Рок ушао у серију контроверза. 1998. године потписао је оговор са издавачком кућом Atlantic Records, да би исте године издао четврти студијски албум Devil Without a Cause. Rock n Roll Jesus је 2007. године постао његов најуспешнији албум са преко пет милиона продатих копија, а велики успех доживео је и сингл All Summer Long. Након тога је уз још један из контроверза издао још четири албума. Био је у браку са Памелом Андерсон од 2006. до 2007. године.

## Дискографија
- Grits Sandwiches for Breakfast (1990)
- The Polyfuze Method (1993)
- Early Mornin' Stoned Pimp (1996)
- Devil Without a Cause (1998)
- Cocky (2001)
- Kid Rock (2003)
- Rock n Roll Jesus (2007)
- Born Free (2010)
- Rebel Soul (2012)
- First Kiss (2015)
- Sweet Southern Sugar (2017)